# Cover Up (filme de 1949)
Cover Up é um filme estadunidense de 1949 dirigido por Alfred E. Green, estrelado por Dennis O'Keefe, William Bendix e Barbara Britton. O'Keefe foi um dos escritores de Cover Up - creditado como Jonathan Rix.

## Elenco
- Dennis O'Keefe ...Sam Donovan
- William Bendix ...Sheriff Larry Best
- Barbara Britton ...Anita Weatherby
- Art Baker ...Stu Weatherby
- Ann E. Todd ...Cathie Weatherby
- Doro Merande ... Hilda
- Virginia Christine ...Margaret Baker
- Helen Spring ...Bessie Weatherby
- Ruth Lee ...Mrs. Abbey
- Henry Hall ...prefeito
- Russell Armes ...Frank Baker
- Dan White ...Gabe
- Paul E. Burns ...Mr. Abbey
- Emmett Vogan ...Blakely
- Jamesson Shade ...Editor
- Jack Lee ...Addison
- Worden Norton ...Agente funerário
- George MacDonald ...garoto no cinema